# Vaux-sur-Mer
Vaux-sur-Mer település Franciaországban, Charente-Maritime megyében. Lakosainak száma 4030 fő (2022. január 1.). Vaux-sur-Mer Breuillet, Royan, Saint-Palais-sur-Mer és Saint-Sulpice-de-Royan községekkel határos.

## Népesség
A település népessége az elmúlt években az alábbi módon változott:
| Lakosok száma | 1798 | 2481 | 3054 | 3738 | 3856 | 3777 | 3798 | 3926 | 3990 | 4030 |
|               | 1968 | 1982 | 1990 | 2006 | 2013 | 2015 | 2017 | 2019 | 2020 | 2022 |